# AVIC AG600
AVIC AG600 (TA600) – prototypowa, chińska, wielosilnikowa łódź latająca. Maszyna w swojej podstawowej wersji ma być samolotem poszukiwawczo-ratowniczym i przeciwpożarowym.

## Historia
Samolot AG600 jest obecnie największą budowaną łodzią latającą na świecie. Prace projektowe rozpoczęto w 2009 roku, aczkolwiek w chińskich źródłach pojawiają się informacje o pracach studyjnych nad nowym wodnosamolotem prowadzonych od lat 80. ubiegłego wieku. Maszyna prezentowana jest jako samolot przeznaczony do wypełniania zadań poszukiwawczo-ratowniczych i gaśniczych. W pierwszej konfiguracji AG600 będzie zdolny do podjęcia z wody maksymalnie 50 rozbitków przy falach dochodzących do 2,5 metra, w drugiej – do zrzutu 12 ton wody podczas podejścia nad obszar objęty ogniem. Producent przewiduje również wersję przeznaczoną na eksport. W planach jest również wersja wojskowa, rozpoznawczo-patrolowa przeznaczona dla lotnictwa Marynarki Wojennej Chińskiej Armii Ludowo-Wyzwoleńczej z prawdopodobną możliwością wykrywania i zwalczania okrętów podwodnych. Obecnie realizacja tego typu misji badana jest przez odpowiednio przebudowane samoloty Y-8, chińską kopię radzieckiego An-12. Dzięki tym pracom, na pokłady AG600 trafi wyposażenie, którego przydatność i skuteczność została już sprawdzona. Samolot w wersji zmilitaryzowanej będzie mógł przenosić bezlicencyjną kopie włoskich lekkich torped A244-S, których około 40 sztuk zakupiono w 1987 roku. Na miejscu uruchomiono ich produkcje pod oznaczeniem ET-52 kalibru 324 mm. Co prawda brak jest komory uzbrojenia na prototypie samolotu co nie wyklucza jej zamontowanie na egzemplarzach seryjnych. Z drugiej strony, na Harbinie SH-5 przetestowano użycie torped przenoszonych na zewnętrznych węzłach podskrzydłowych. Kolejną wersją jest maszyna transportowa. Spekuluje się, że w tym ostatnim wariancie Chińczycy mogliby wykorzystywać maszynę do zaopatrywania swoich sztucznych wysp, jakie budowane są na Morzu Południowochińskim. Niektóre źródła wskazują również na możliwość wybudowania wersji bezzałogowej samolotu lub opcjonalnie pilotowanej. W projektowaniu i budowie maszyny zaangażowanych jest 150 ośrodków naukowych i 70 przedsiębiorstw przemysłowych. 
Pierwszych czternastu pilotów przeszkalanych do pracy za sterami AG600 przeszło szkolenie w amerykańskim przedsiębiorstwie Coulson Group, którego jednym z obszarów działalności jest zwalczanie pożarów za pomocą wodnosamolotów Martin Mars. Głównym odbiorcą chińskiego samolotu są rodzime agencje rządowe. 
Pierwsze, nieoficjalnie ujawnione zdjęcia modelu samolotu prezentowały maszynę nieodbiegającą drastycznie od ostatecznego wyglądu ale z usterzeniem przyjętym z SH-5. Pierwsze oficjalne już zdjęcia modelu przyszłego AG600, zaprezentowane w 2014 roku, przedstawiają maszynę z klasycznym usterzeniem i silnikami wyposażonymi w czterołopatowe śmigła. W tymże roku w salonie lotniczym China International Aviation & Aerospace Exhibition zaprezentowano pełnowymiarowy model przedniej części kadłuba samolotu oraz ujawniono ostateczną nazwę samolotu AG600 Jiaolong (morski smok). Prezentacji ukończonego pierwszego prototypu AG600 dokonano 23 lipca 2016 roku w Zhuhai i następnie prototyp został zaprezentowany na wystawie statycznej w trakcie trwania wystawy w Zhuhai, również w 2016 roku. Pierwsze kołowanie prototypu odbyło się 29 kwietnia 2017 roku. Oblot samolotu nastąpił 24 grudnia 2017 roku, o godzinie 09:39 czasu lokalnego maszyna wystartowała do swojego dziewiczego lotu aby po około godzinie spędzonej w powietrzu powrócić na lotnisko w Zhuhai. Lot jak podaje producent przebiegł prawidłowo. Pod koniec 2017 roku, również według informacji producenta samolotu, dysponował on portfelem zamówień wynoszącym 17 samolotów od chińskich agencji rządowych i przedsiębiorstw. Projekt notuje opóźnienia, pierwotnie oblot prototypu planowany był na 2015 rok. 20 października 2018 roku maszyna po raz pierwszy wystartowała z powierzchni wody, zbiornika śródlądowego położonego w pobliżu Jingmen. W lipcu 2020 roku samolot po raz pierwszy wystartował z powierzchni morza.
31 maja 2022 roku, w powietrze po raz pierwszy wzbiła się specjalistyczna, przeciwpożarowa wersja AG600, mogąca realizować również misje poszukiwawczo-ratownicze. Maszyna jest jednocześnie drugim lotnym prototypem AG600. Samolot o znakach B-00DC spędził w powietrzu 20 minut. W wymienionej wersji, AG600 może zabrać na pokład 50 pasażerów lub 12 000 kg środka gaśniczego lub wody przeznaczonej do gaszenia pożarów. Całkowite zapełnienie zbiorników na wodę przeznaczoną do gaszenia, w trakcie ślizgu samolotu po powierzchni zbiornika wodnego, ma zajmować 20 sekund. W porównaniu do pierwszego prototypu, zmieniono oszklenie kabiny, zmieniono rozmieszczenie drzwi a na dolnej powierzchni skrzydeł pojawiły się dodatkowe owiewki, prawdopodobnie mieszczące siłowniki klap i lotek. Producent planuje pierwsze operacyjne użycie nowej wersji w 2023 roku a uzyskanie certyfikatu typu w roku kolejnym. Certyfikacja wersji poszukiwawczo ratowniczej planowana jest na 2025 rok.
20 kwietnia 2025 roku, chińskie media poinformowały o przyznaniu konstrukcji certyfikatu typu, wydanego przez Chińską Administrację Lotnictwa Cywilnego. W trakcie badań certyfikacyjnych, przeprowadzono 2014 lotów trwających łączeni 3560 godzin. Do celów testowych wybudowano cztery samoloty prototypowe. Pierwszą seryjną maszynę ukończono w maju 2025 roku.

## Konstrukcja
AG600 jest metalowym górnopłatem z usterzeniem w kształcie litery T. Wodnosamolot zdolny jest do wykonywania startów i lądowań na wodzie (w tym przypadku maszyna potrzebuje drogi startowej o długości minimum 1500 metrów i głębokości 2,5 metra), jak również, dzięki chowanemu w kadłubie podwoziu, na lądzie. Podwozie jest trójzespołowe, z przednim podparciem. Golenie podwozia głównego, wraz z kołami, chowane są do wnęk w bocznych ścianach kadłuba, po obu jego stronach. Maszyna napędzana jest czterema silnikami WJ-6 będącymi licencyjną wersją radzieckiego silnika AI-20. Jednostki wyposażone są sześciołopatowe śmigła. Na końcach skrzydeł umieszczona pływaki stabilizujące samolot podczas pływania.